# Comuna Iasenove Druhe, Liubașivka
Iasenove Druhe (în ucraineană Ясенове Друге) este o comună în raionul Liubașivka, regiunea Odesa, Ucraina, formată din satele Iasenove Druhe (reședința) și Iasenove Perșe.

## Demografie
Componența lingvistică a comunei Iasenove Druhe
     Ucraineană (94,29%)
     Română (2,87%)
     Rusă (2,44%)
     Alte limbi (0,28%)
Conform recensământului din 2001, majoritatea populației comunei Iasenove Druhe era vorbitoare de ucraineană (94,29%), existând în minoritate și vorbitori de română (2,87%) și rusă (2,44%).